# Приволчанский сельский совет
Приволчанский сельский совет (укр. Привовчанська сільська рада) — входит в состав
Павлоградского района
Днепропетровской области
Украины.
Административный центр сельского совета находится в 
с. Приволчанское.

## Населённые пункты совета
- с. Приволчанское
- с. Малоалександровка